# الدين في تايلاند
الدين في تايلاند (2023)
البوذية هي الدين السائد في تايلاند، إذ إنها تمارس من قبل ما بين 90 و94% من مجمل السكان وثمة أثر كبير للهندوسية عليها. لا يشير الدستور التايلندي إلى أي دين للدولة، إلا أنه يعزز نفوذ البوذية، في حين يضمن حريات دينية لجميع المواطنين التايلنديين.
يمارس عدد كبير من البشر، ولا سيما بين الجماعة الإثنية الإيسانية، شعائر دينية شعبية تايية. وهناك حضور لأقلية مسلمة، تتألف بمعظمها من قبل التايلنديين المالايزيين، بصورة خاصة في الأقاليم الجنوبية. وفقًا لإحصاء أدرته إيبسوس، فربما يشكل المسيحيون بصورة مماثلة تعدادًا سكانيًا دينيًا أقلويًا (4%). وقد أشير أيضًا إلى أن 1٪ يفضلون ألا يفصحوا عن دينهم وأن 1٪ آخرون لا يعتنقون أي دين. يعترف القانون التايلندي بصورة رسمية بخمس أديان: البوذية والإسلام والمسيحية والهندوسية والسيخية.

## الديموغرافيا
وفقًا لبيانات إحصاء سكاني رسمي يعود إلى عام 2018، فتقريبًا 94% من التايلنديين يعتنقون البوذية. من الجهة الأخرى، تشير بيانات من عام 2023 لا تستند إلى إحصاء سكاني إلى أن 90٪ من التايلنديين بوذيون. الحياة الدينية في البلاد أكثر تعقيدًا مما تصور إحصائيات كهذه. من بين التعداد السكاني الصيني التايلندي الكبير، معظم أولئك الذين يتبعون البوذية قد اندمجوا ضمن التراث التيرافادي السائد، ولم تحافظ على البوذية الصينية إلا أقلية صغيرة فقط. من جهة أخرى، جزء كبير من الصينيين التايلنديين احتفظوا بممارسات الدين الصيني الإثني، بما في ذلك الطاوية والكونفوشية والأديان الخلاصية الصينية (مثل ييغوانداو وكنيسة الفضيلة). وعلى الرغم من مزاولتها بحرية، ليس ثمة اعتراف رسمي بهذه الديانات، ومعتنقوها يعتبرون كبوذيي تيرافادا في الدراسات الإحصائية. أيضًا، العديد من التايلنديين والإيسانيين يمارسون دينهم الشعبي التايي الإثني.
المسلمون هم ثاني أكبر جماعة دينية في تايلند، إذ يشكلون بين 4٪ و5٪ من مجمل السكان. تضم مقاطعات تايلند في أقصى الجنوب، باتاني ويالا وناراثيوات وساتون وترانغ وجزء من سونغكلا، تعدادًا سكانيًا مسلمًا كبيرًا، يتألف من الإثنيتين التايلندية والمالايوية.
يمثل المسيحيون، كاثوليكيون بمعظمهم، نحو 4٪ من التعداد السكاني حتى عام 2023.
تعيش جماعة صغيرة ومؤثرة في الوقت نفسه من السيخ وبعض الهندوس في مدن البلاد بصورة رئيسية وينخرطون في تجارة التجزئة.
هناك أيضًا جماعة يهودية صغيرة في تايلند يعود تاريخها إلى القرن السابع عشر.
وفقًا لإحصاء أجرته مؤسسة جالوب الدولية، كانت تايلند الدولة الأكثر تدينًا من بين 65 بلدًا أجري الإحصاء فيه، إذ اعتبر 94٪ من التايلنديين أنفسهم متدينين.

## الأديان الدارمية

### البوذية
الدين في تايلند هو بصورة رئيسية من المدرسة التيرافادية. ينتمي ما يزيد عن 90٪ من سكان تايلند إلى هذه المدرسة.
تمارس البوذية التايلندية إلى جانب أديان أصلية متنوعة، مثل الدين الصيني الأصلي، من قبل عدد كبير من التايلنديين من أصول صينية، وتمارس الهندوسية بين التايلنديين من أصول هندية والشعب التايلندي السيامي، وتمارس الديانة الشعبية التايلندية بين التايلنديين الشمال شرقيين والتايلنديين الشماليين وشعب الخمير الشماليين، والديانة الشعبية البيراناكانية من قبل البيراناكانيين.
تتسم المعابد البوذية في تايلند بإسطبات ذهبية طوال، والعمارة البوذية في تايلند شبيهة بذلك في بلدان آسيوية جنوب شرقية أخرى، ولا سيما في كمبوديا ولاوس، اللتين تتشاركان الإرث التاريخي والثقافي مع تايلند.

### الهندوسية
يعيش في تايلند آلاف من الهندوس من أصل هندي، وبشكل رئيسي في المدن الكبرى. إلى جانب هذه الجماعة من «الهندوس التقليديين»، كانت تايلند في أولى أيامها تحت حكم إمبراطورية الخمير، التي كانت تمتلك جذورًا هندوسية قوية، ويبقى أثرها بين التايلنديين حتى اليوم. وهناك أيضًا بعض الهندوس شامي الإثنية في تايلند. ملحمة راماكيين الشعبية التي تستند إلى داساراثا جاتاكا البوذي شبيهة جدًا برامايانا الهندوسية. العاصمة السابقة لبرا ناكون سي أيوتايا سميت أيوديا، مسقط رأس راما في الهند، الذي كان بطل القصة. هناك طبقة من البراهمين الذين يؤدون شعائر للآلهة الهندوس. الشعائر البراهمينية ما تزال شائعة. وعدد كبير من التايلنديين يعبدون الآلهة الهندوسية البوذية، ورؤية تماثيل وأضرحة براهما وغانيش وإيندرا وشيفا وفيشنو ولاكشمي وآلهة هندوسية بوذية أخرى أمر شائع (مثلًا منطقة ضريح إيراوان). من الآثار الهندوسية الأخرى غارودا، وهو اليوم رمز للملكية.

### السيخية
السيخي الأول الذي قدم إلى تايلند كان لادا سينغه، وقد وصل في عام 1890. وانضم سيخيون آخرون إليه في أوائل العقد الأول من القرن العشرين، وبحلول العام 1911 كان أكثر من 100 أسرة سيخية قد استقرت في تايلند، وبصورة رئيسية في إقليم ثونبوري. في تلك الفترة لم يكن هناك كردوارة (معابد سيخية)، وكانت الصلوات الدينية تقام في منازل خاصة كل أحد وفي أيام غوربورب. واصلت الجماعة السيخية نموها، وفي عام 1912 اتخذ قرار ببناء كردوارة. وهو يبرز اليوم في منطقة بانكوك باهورات ويشبه المعبد الذهبي في أمريتسار بونجاب، الهند. تعيش جماعة صغيرة ولكنها صاحبة أثر من السيخ في مدن البلاد، وهي منخرطة بجزئها الأكبر في تجارة التجزئة. 

## أديان شعبية

### الدين الشعبي الصيني
يزاول العديد ضمن العدد الكبير من السكان الصينيين التايلنديين (باستثناء البيراناكانيين) أديان صينية متنوعة، بما في ذلك عبادة الآلهة المحلية وعبادة الأسلاف الصينيين والتاوية والكونفوشية والأديان الخلاصية الصينية. من بين هذه الأخيرة ييغوانداو (باللغة التايلندية: أنوتهاراثام)، التي امتدت إلى تايلند منذ السبعينيات من القرن العشرين، ونالت انتشارًا إلى درجة أنها دخلت في صراع مع البوذية، في عام 2009 كان هناك ما يزيد عن 7000 كنيسة ييغوانداوية في البلاد ونحو 200 ألف شخص يعتنقون الديانة سنويًا. وعلى الرغم من العدد الكبير من الأتباع والمعابد التابعة ليس هناك أي اعتراف رسمي من قبل الدولة بهذه الأديان، ولا تعد معابدها أماكن للعبادة، ولا يعد أتباعها بأنهم «بوذيون تيرافاديون» في الإحصائيات الدينية الرسمية. تسمى المعابد الصينية سانتشاو في اللغة التايلندية.
طورت الديانة الشعبية الصينية في تايلند سمات محلية، من بينها عبادة الآلهة المحلية. ويحتفل بالمهرجانات الصينية الرئيسية، مثل نيان وزهونجكيو وكينمينغ، على نطاق واسع، ولا سيما في بانكوك وتشونبوري وأجزاء أخرى من تايلند حيث تعداد سكاني صيني كبير. يعبد التايلنديون من أصل تيوتشيوي وهوكلوي عمومًا غوانين ومازو، في حين يعبد التايلنديون من أصل كانتونيزي كوان يو.

### الديانة الشعبية البيراناكانية
يحيي البيراناكانيون في مدينة فوكيت مهرجانات نباتية لمدة 9 أيام بين شهري سبتمبر وأكتوبر. خلال موسم المهرجان، يمتنع المتعبدون عن أكل اللحم، وتكون إماتة الجسد بطرق صينية مشهدًا مألوفًا أيضًا. تكرَّس الشعائر والطقوس لتبجيل توا بيك كونغ. تطورت تقاليد كهذه خلال القرن التاسع عشر في فوكيت من قبل الصينيين المحليين مع تأثيرات من الثقافة التايلندية الجنوبية والمالايوية.

### الدين الشعبي التايلندي
يمارس معظم التايلنديون الشماليون الشرقيون (وكذلك أيضًا التايلنديون الشماليون والخمير الشماليون وبعض التايلنديين السياميين) أديانًا أصلية مميزة تتسم بعبادة الآلهة المحلية والأسلاف. وهي شبيهة جدًا بالدين الشعبي الصيني.

## الأديان الإبراهيمية

### الإسلام
وفقًا لإحصاء سكاني يعود إلى عام 2015، تضم تايلند 2,892,311 مسلمًا، و٪4,29 من مجمل السكان. 2,227,613 من هؤلاء المسلمين يتركزون في الإقليم الجنوبي من البلاد، حيث يمثلون 24.33% من تعداد السكان.